# Aloe camperi
Aloe camperi é uma espécie de liliopsida do gênero Aloe, pertencente à família Asphodelaceae.